# Rota Romântica

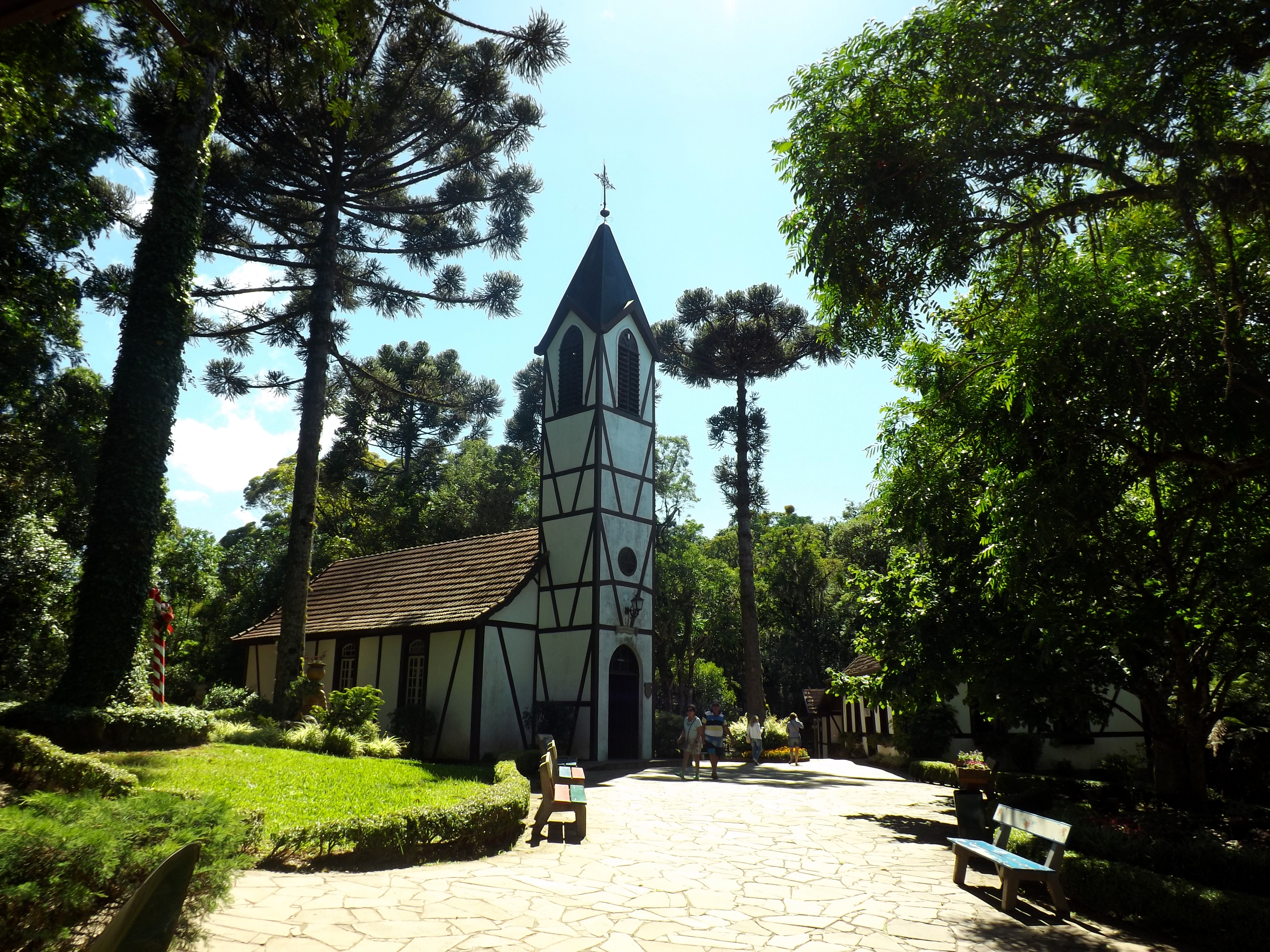
Typische Fachwerkarchitektur an der Rota Romântica in Nova Petrópolis

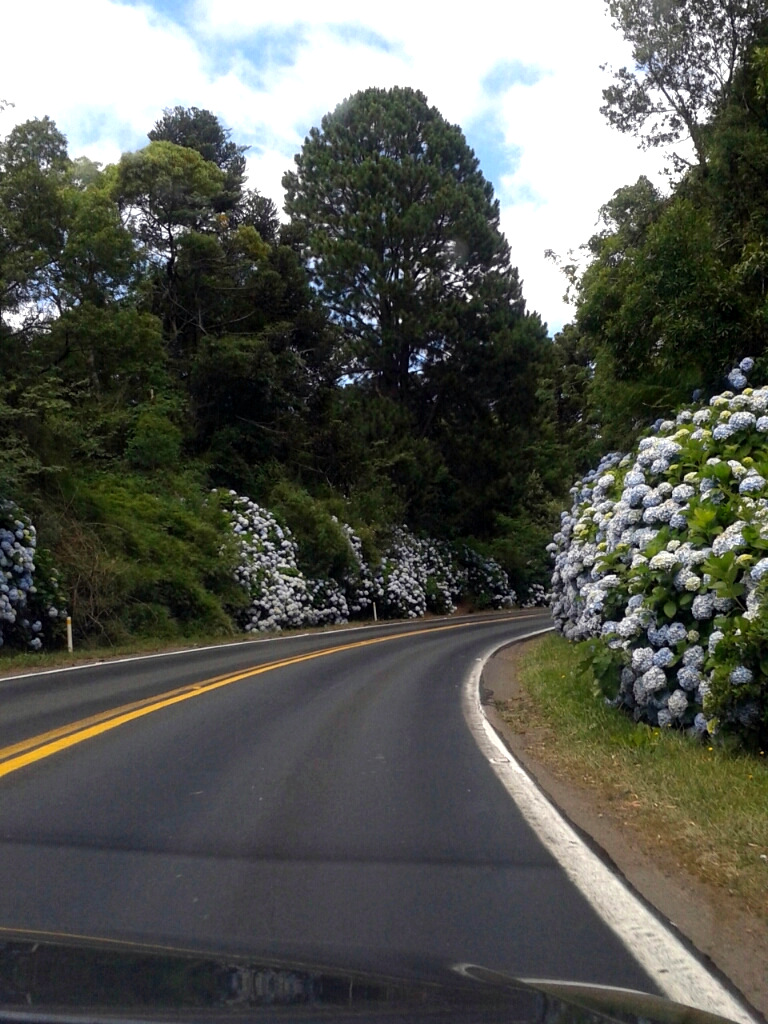
Straße der Hortensien, Teil der Rota Romântica

Die Rota Romântica, portugiesisch für „Romantische Straße“ (deutschsprachige Eigenbezeichnung), ist eine landschaftlich schöne Touristenstrecke, die hauptsächlich durch die hügelige Serra Gaúcha in Rio Grande do Sul im Süden Brasiliens führt. Das Gebiet wurde hauptsächlich durch deutsche Einwanderer in der Mitte des 19. Jahrhunderts besiedelt. Sowohl Architektur als auch Brauchtum wie die Gastronomie erinnern an deutsche Vergangenheit. In den kleineren Orten wird auch heute noch das Riograndenser Hunsrückisch gesprochen.
Die Rota Romântica von São Leopoldo nach São Francisco de Paula ist etwa 184 km lang. Sie führt durch die inzwischen 14 Munizipien São Leopoldo, Novo Hamburgo, Estância Velha, Ivoti, Dois Irmãos, Morro Reuter, Santa Maria do Herval, Presidente Lucena, Picada Café, Nova Petrópolis, Gramado, Canela, São Francisco de Paula und Linha Nova.
Als touristisches Markenzeichen der Städte Nova Petrópolis, Gramado, Canela und São Francisco de Paula wurde die Região das Hortênsias geschaffen. Dieses Gebiet ist gleichzeitig das mit dem höchsten Zustrom von Touristen. São Leopoldo und Novo Hamburgo sind Groß- und Industriestädte. Die anderen Orte sind wenig erschlossen, aber durch vielfach unberührte Natur sehr attraktiv.